# Bocage-nektármadár
A Bocage-nektármadár (Nectarinia bocagii) a madarak osztályának a verébalakúak (Passeriformes) rendjébe, ezen belül a nektármadárfélék (Nectariniidae) családjába tartozó faj.

## Rendszerezése
A fajt George Ernest Shelley angol geológus és ornitológus írta le 1879-ben. Egyes szervezetek a Chalcomitra nembe sorolják Chalcomitra bocagii néven. Tudományos faji és magyar nevét José Vicente Barbosa du Bocage portugál zoológusról kapta.

## Előfordulása
Angola és a Kongói Demokratikus Köztársaság területén honos. Természetes élőhelye szubtrópusi vagy trópusi síkvidéki és hegyvidéki esőerdők, elárasztott gyepek és szavannák, lápok és mocsarak környékén, valamint másodlagos erdők. Állandó, nem vonuló faj.

## Megjelenése
Testhossza 14-19 centiméter.

## Természetvédelmi helyzete
Az elterjedési területe nagyon nagy, egyedszáma pedig stabil. A Természetvédelmi Világszövetség Vörös listáján nem fenyegetett fajként szerepel.